# Godthaab Bryghus
Godthaab Bryghus i Nuuk, Grønland er et mikrobryggeri, som åbnede den 17. august 2006. Bryggeriet ligger på det tidligere Hotel Godthaabs grund. 
Mikrobryggeriet leverer øl på fad til ejerens hoteller, restauranter og et diskotek. 
I april 2016 overtog Nicolai J. Nissen  ejerskabet i Heca Gruppen, der står bag ca. 55 pct.[kilde mangler] af Nuuks barer og restaurationer og dermed bryggeriet, som samtidig fik tilladelse til at sælge øllet i de grønlandske butikker. I august 2016 blev de første paller med grønlandsk fadøl solgt i Danmark gennem Sigurd Müller Vinhandel, som servicerer professionelle kunder inden for restaurationsbranchen. Der er planer om senere at sælge øllet i danske specialbutikker.
Brygmester Jörg Sennhenn brygger øllet på kalkfrit smeltevand. Bâja, Godthaab Classic har en alkoholprocent på 5,09. Bryggeriets mørke øl er en Amber Lager, som er udviklet i samarbejde med den tyske maltleverandør. 
Bryggeriets nuværende kapacitet er på ca. 280.000. liter øl om året.